# Elinah Phillip
Elinah Phillip (sinh ngày 3 tháng 4 năm 2000) là một vận động viên bơi lội người Quần đảo Virgin thuộc Anh. Cô đã tham gia cuộc thi tự do 50 mét nữ tại Thế vận hội mùa hè 2016. Vận động viên bơi lội Olympic đầu tiên đại diện cho Quần đảo Virgin thuộc Anh, Phillip xếp thứ 48 với thời gian 26,26 giây. Cô không tiến vào bán kết.